# Auguaise
Auguaise est une commune française, située dans le département de l'Orne en région Normandie, peuplée de 197 habitants.

## Géographie
Ne couvrant que 225 hectares, le territoire d'Auguaise était le moins étendu du canton de Moulins-la-Marche.
| Brethel              | Brethel, Écorcei     | Écorcei    |
| Le Ménil-Bérard      | Auguaise             | Les Aspres |
| La Ferrière-au-Doyen | La Ferrière-au-Doyen | Les Aspres |

### Hydrographie
La commune est située dans le bassin Seine-Normandie. Elle est drainée par le ruisseau du Gru et le Vivier Tranchant,,.

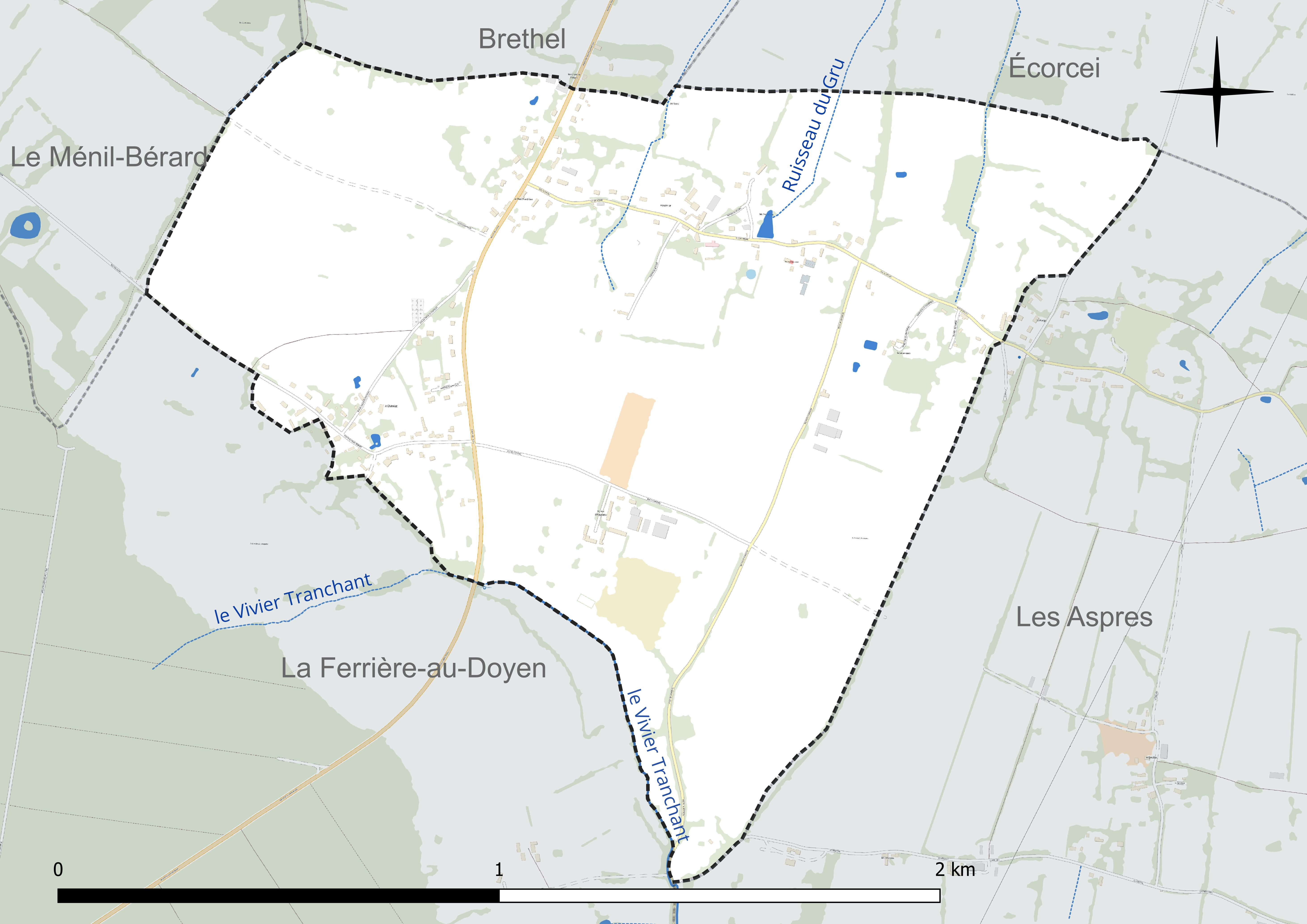
Réseau hydrographique d'Auguaise.

### Climat
Pour des articles plus généraux, voir Climat de la Normandie et Climat de l'Orne.
En 2010, le climat de la commune est de type climat océanique dégradé des plaines du Centre et du Nord, selon une étude du CNRS s'appuyant sur une série de données couvrant la période 1971-2000. En 2020, Météo-France publie une typologie des climats de la France métropolitaine dans laquelle la commune est exposée à un climat océanique altéré et est dans la région climatique Normandie (Cotentin, Orne), caractérisée par une pluviométrie relativement élevée (850 mm/a) et un été frais (15,5 °C) et venté. Parallèlement le GIEC normand, un groupe régional d’experts sur le climat, différencie quant à lui, dans une étude de 2020, trois grands types de climats pour la région Normandie, nuancés à une échelle plus fine par les facteurs géographiques locaux. La commune est, selon ce zonage, exposée à un « climat contrasté des collines », correspondant au Pays d'Ouche et au Perche et bénéficiant d’un caractère continental affirmé avec des précipitations atténuées et des amplitudes thermiques fortes.
Pour la période 1971-2000, la température annuelle moyenne est de 9,4 °C, avec une amplitude thermique annuelle de 14,2 °C. Le cumul annuel moyen de précipitations est de 817 mm, avec 12,7 jours de précipitations en janvier et 8,3 jours en juillet. Pour la période 1991-2020, la température moyenne annuelle observée sur la station météorologique la plus proche, située sur la commune de L'Aigle à 9 km à vol d'oiseau, est de 10,6 °C et le cumul annuel moyen de précipitations est de 729,7 mm,. Pour l'avenir, les paramètres climatiques de la commune estimés pour 2050 selon différents scénarios d’émission de gaz à effet de serre sont consultables sur un site dédié publié par Météo-France en novembre 2022.

## Urbanisme

### Typologie
Au 1er janvier 2024, Auguaise est catégorisée commune rurale à habitat dispersé, selon la nouvelle grille communale de densité à sept niveaux définie par l'Insee en 2022.
Elle est située hors unité urbaine. Par ailleurs la commune fait partie de l'aire d'attraction de L'Aigle, dont elle est une commune de la couronne,. Cette aire, qui regroupe 32 communes, est catégorisée dans les aires de moins de 50 000 habitants,.

### Occupation des sols
L'occupation des sols de la commune, telle qu'elle ressort de la base de données européenne d’occupation biophysique des sols Corine Land Cover (CLC), est marquée par l'importance des territoires agricoles (100 % en 2018), une proportion identique à celle de 1990 (100 %). La répartition détaillée en 2018 est la suivante : 
terres arables (39,4 %), prairies (34,9 %), zones agricoles hétérogènes (25,7 %). L'évolution de l’occupation des sols de la commune et de ses infrastructures peut être observée sur les différentes représentations cartographiques du territoire : la carte de Cassini (XVIIIe siècle), la carte d'état-major (1820-1866) et les cartes ou photos aériennes de l'IGN pour la période actuelle (1950 à aujourd'hui).

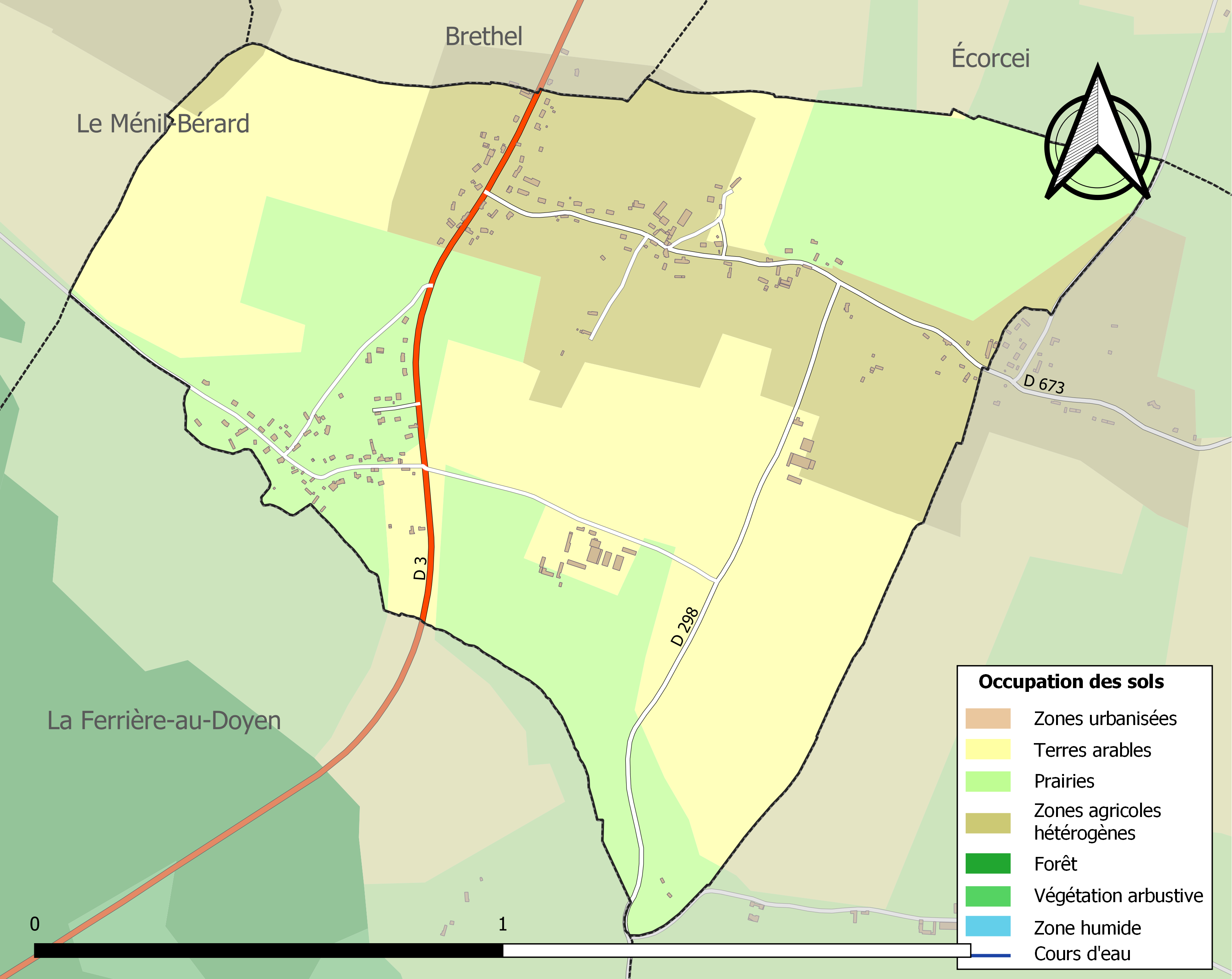
Carte des infrastructures et de l'occupation des sols de la commune en 2018 (CLC).

## Toponymie
Le nom de la localité est attesté sous les formes Augesam et Auguaisia en 1099.
Auguaisia en 1099, le terrain ayant une forte teneur en glaise, l'eau de pluie restait longuement en surface avant de pénétrer dans le sol. L'eau sur la glaise serait à l'origine du nom qui, avec le temps, est devenue Auguaise.

## Politique et administration
| Période                                  | Période  | Identité   | Étiquette | Qualité     |
| ---------------------------------------- | -------- | ---------- | --------- | ----------- |
| juin 1995                                | En cours | Serge Amis | DVD       | Agriculteur |
| Les données manquantes sont à compléter. |          |            |           |             |

## Démographie
L'évolution du nombre d'habitants est connue à travers les recensements de la population effectués dans la commune depuis 1793. Pour les communes de moins de 10 000 habitants, une enquête de recensement portant sur toute la population est réalisée tous les cinq ans, les populations de référence des années intermédiaires étant quant à elles estimées par interpolation ou extrapolation. Pour la commune, le premier recensement exhaustif entrant dans le cadre du nouveau dispositif a été réalisé en 2006.
En 2022, la commune comptait 197 habitants, en évolution de −2,48 % par rapport à 2016 (Orne : −3,21 %, France hors Mayotte : +2,11 %).
Au premier recensement républicain, en 1793, Auguaise comptait 420 habitants, population jamais atteinte depuis.
| 1793 | 1800 | 1806 | 1821 | 1836 | 1841 | 1846 | 1851 | 1856 |
| ---- | ---- | ---- | ---- | ---- | ---- | ---- | ---- | ---- |
| 420  | 348  | 405  | 335  | 359  | 363  | 353  | 336  | 334  |

| 1861 | 1866 | 1872 | 1876 | 1881 | 1886 | 1891 | 1896 | 1901 |
| ---- | ---- | ---- | ---- | ---- | ---- | ---- | ---- | ---- |
| 303  | 314  | 277  | 266  | 225  | 241  | 224  | 218  | 194  |

| 1906 | 1911 | 1921 | 1926 | 1931 | 1936 | 1946 | 1954 | 1962 |
| ---- | ---- | ---- | ---- | ---- | ---- | ---- | ---- | ---- |
| 178  | 152  | 158  | 173  | 165  | 162  | 148  | 181  | 167  |

| 1968 | 1975 | 1982 | 1990 | 1999 | 2006 | 2011 | 2016 | 2021 |
| ---- | ---- | ---- | ---- | ---- | ---- | ---- | ---- | ---- |
| 142  | 122  | 118  | 103  | 119  | 135  | 163  | 202  | 204  |

| 2022 | - | - | - | - | - | - | - | - |
| ---- | - | - | - | - | - | - | - | - |
| 197  | - | - | - | - | - | - | - | - |

## Culture locale et patrimoine

### Lieux et monuments
- Église Saint-Médard (XIIe siècle, remaniée), abritant plusieurs vierges à l'Enfant, autels, retables et tableaux, classés à titre d'objets aux Monuments historiques[25].